# Cheliceroides
Cheliceroides Zabka, 1985 è un genere di ragni appartenente alla famiglia Salticidae.

## Caratteristiche
L'esemplare maschio descritto dai coniugi Murphy era lungo circa 9 millimetri. I cheliceri sono molto lunghi e provvisti di escrescenze. Le zampe sono robuste, in particolar modo il primo paio. Il cefalotorace è marrone posteriormente, color castagna nella zona del pattern oculare. L'opistosoma ha un'ampia striscia marrone nel mezzo con cospicue macchie gialle. Anche le zampe sono di color marrone, ad eccezione di alcune parti delle due paia posteriori, che sono gialle o arancioni.
In seguito sono stati rinvenuti anche esemplari femminili.

## Habitat
La zona di rinvenimento è fra rocce calcaree della foresta pluviale del Vietnam.

## Distribuzione
L'unica specie oggi nota di questo genere è stata rinvenuta in Cina e Vietnam.

## Tassonomia
A giugno 2011, si compone di 1 specie:
- Cheliceroides longipalpis Zabka, 1985[4] — Cina, Vietnam